# Мадагаскарский пестроспинный скворец
Мадагаскарский пестроспинный скворец (лат. Hartlaubius auratus) — вид певчих птиц семейства скворцовых. Единственный представитель рода Hartlaubius. Подвидов не выделяют. Ранее рассматривался в составе рода Saroglossa (Saroglossa aurata). Эндемик Мадагаскара. Обитает во влажных и сухих равнинных тропических лесах и в сухих кустарниковых зарослях.